# Campionat de Catalunya de trial
El Campionat de Catalunya de trial, regulat per la Federació Catalana de Motociclisme (FCM), és la màxima competició de trial que es disputa a Catalunya. Instaurat el 1965, quan tot just es començava a introduir aquesta disciplina a Catalunya, és el campionat de trial més antic de la península Ibèrica i fou el precendent immediat del Campionat d'Espanya, la primera edició del qual data de 1968.
La prova que originà aquest campionat fou el I Trial del Tibidabo, organitzat pel RMCC pels voltants de Santa Creu d'Olorda l'1 de novembre de 1964. L'èxit fou tal que des d'aleshores fins al 14 de març de 1965 es varen celebrar un total de vuit proves que conformaren el I Campionat de Catalunya de Trial (1964 - 1965).

## Llista de guanyadors

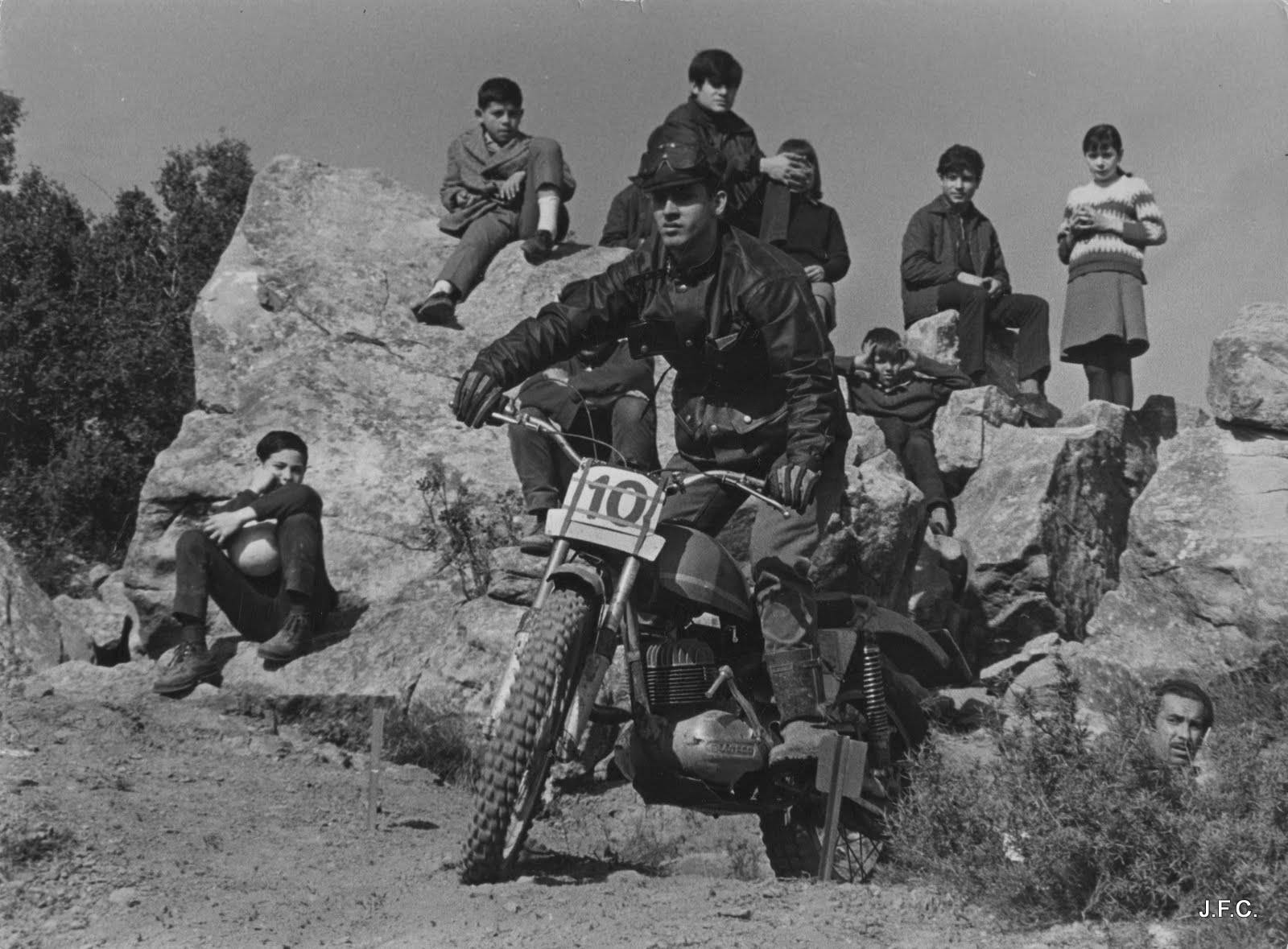
Joan Font amb la Bultaco Sherpa T durant el Campionat de Catalunya de 1968

A 15 de desembre de 2024
| Temporada                | Campió               | Motocicleta | Ref.   |
| ------------------------ | -------------------- | ----------- | ------ |
| 1965                     | Joan Soler Bultó     | Bultaco     | [ 1 ]  |
| 1966                     | Casimir Verdaguer    | Bultaco     | [ 3 ]  |
| 1967                     | Pere Taulé           | Bultaco     | [ 3 ]  |
| 1968                     | Pere Pi              | Montesa     | [ 3 ]  |
| 1969                     | Oriol Puig Bultó     | Bultaco     | [ 5 ]  |
| 1970                     | Pere Pi              | Montesa     |        |
| 1971                     | ?                    | ?           |        |
| 1972                     | Xavier Cucurella     | ?           | [ 6 ]  |
| 1973 - 1988: Sense dades |                      |             |        |
| 1989                     | Andreu Codina        | Gas Gas     | [ 7 ]  |
| 1990                     | Andreu Codina        | Gas Gas     | [ 7 ]  |
| 1991 - 2001: Sense dades |                      |             |        |
| 2002                     | Pep Ribera           | ?           | [ 8 ]  |
| 2003                     | Pep Ribera           | ?           | [ 8 ]  |
| 2004                     | ?                    | ?           |        |
| 2005                     | Josep Manuel Alcaraz | Scorpa?     | [ 9 ]  |
| 2006                     | ?                    | ?           |        |
| 2007                     | ?                    | ?           |        |
| 2008                     | Xavier León          | Gas Gas?    | [ 10 ] |
| 2009                     | Francesc Moret       | Gas Gas     | [ 11 ] |
| 2010                     | Joan Miquel          | Sherco      | [ 12 ] |
| 2011                     | Pere Borrellas       | Gas Gas     | [ 13 ] |
| 2012                     | Marc Prat            | Ossa        | [ 14 ] |
| 2013                     | Miquel Gelabert      | Sherco      | [ 15 ] |
| 2014                     | Arnau Farré          | Gas Gas     | [ 16 ] |
| 2015                     | Marc Riba            | Beta        | [ 17 ] |
| 2016                     | Marc Riba            | Gas Gas     | [ 18 ] |
| 2017                     | Gabriel Marcelli     | Montesa     | [ 19 ] |
| 2018                     | Aniol Gelabert       | Scorpa      | [ 20 ] |
| 2019                     | Marc Cots            | Sherco      | [ 21 ] |
| 2020                     | Arnau Farré          | TRRS        | [ 22 ] |
| 2021                     | Arnau Farré          | TRRS        | [ 23 ] |
| 2022                     | Gil Vila             | Gas Gas     | [ 24 ] |
| 2023                     | Gil Vila             | Gas Gas     | [ 25 ] |
| 2024                     | Pau Dinarés          | TRRS        | [ 26 ] |

1. ↑  Segons una altra font, el campió de 1969 fou Pere Pi en guanyar el Trial de Les Santes d'aquell any.[4]